# Stazione di Pino-Tronzano
Stazione di Pino-Tronzano vasútállomás Olaszországban, Lombardia régióban, Pino sulla Sponda del Lago Maggiore településen.

## Vasútvonalak
Az állomást az alábbi vasútvonalak érintik:
- Cadenazzo–Luino-vasútvonal

## Kapcsolódó állomások
A vasútállomáshoz az alábbi állomások vannak a legközelebb:
- Stazione di Maccagno (Stazione di Gallarate, Cadenazzo–Luino-vasútvonal, S30)
- Ranzo-Sant'Abbondio railway station (Cadenazzo vasútállomás, Cadenazzo–Luino-vasútvonal, S30)